# Halowe Mistrzostwa Europy w Hokeju na Trawie Kobiet 2024
XXII Halowe mistrzostwa Europy w hokeju na trawie kobiet odbyły się w Berlinie w Niemczech w dniach 8-11 lutego 2024 roku. Uczestniczyło w nich 10 reprezentacji narodowych.
Złoty medal wywalczyły Niemki po raz siedemnasty w historii. Polki zdobyły srebrny medal, a brązowy reprezentacja Austrii. Z elity zdegradowane zostały Włoszki oraz Turczynki.

## Faza grupowa

### Grupa A
Belgia - Turcja 4:2 

Niemcy - Hiszpania 4:2 

Czechy - Hiszpania 2:3 

Niemcy - Turcja 7:2 

Turcja - Hiszpania 5:8 

Belgia - Czechy 2:2 

Hiszpania - Belgia 5:3 

Niemcy - Czechy 5:0 

Czechy - Turcja 6:1 

Belgia - Niemcy 3:5

#### Tabela
| Lok. | Drużyna   | Mecze | Punkty | Zw. | Rem. | Por. | Bramki |
| ---- | --------- | ----- | ------ | --- | ---- | ---- | ------ |
| 1.   | Niemcy    | 4     | 12     | 4   | 0    | 0    | 21-7   |
| 2.   | Hiszpania | 4     | 9      | 3   | 0    | 1    | 18-14  |
| 3.   | Czechy    | 4     | 4      | 1   | 1    | 2    | 10-11  |
| 4.   | Belgia    | 4     | 4      | 1   | 1    | 2    | 12-14  |
| 5.   | Turcja    | 4     | 0      | 0   | 0    | 4    | 10-25  |

     Awans do półfinału
     Gra o miejsca 5-8
     Gra o miejsca 9-10, spadek z elity

### Grupa B
Polska - Szwajcaria 4:1 

Austria - Włochy 4:0 

Ukraina - Włochy 7:0 

Austria - Szwajcaria 3:2 

Szwajcaria - Włochy 6:0 

Polska - Ukraina 1:0 

Włochy - Polska 1:3 

Austria  - Ukraina 1:1 

Polska - Austria 1:1 

Ukraina - Szwajcaria 4:1

#### Tabela
| Lok. | Drużyna    | Mecze | Punkty | Zw. | Rem. | Por. | Bramki |
| ---- | ---------- | ----- | ------ | --- | ---- | ---- | ------ |
| 1.   | Polska     | 4     | 10     | 3   | 1    | 0    | 9-3    |
| 2.   | Austria    | 4     | 8      | 2   | 2    | 0    | 9-4    |
| 3.   | Ukraina    | 4     | 7      | 2   | 1    | 1    | 12-3   |
| 4.   | Szwajcaria | 4     | 3      | 1   | 0    | 3    | 10-11  |
| 5.   | Włochy     | 4     | 0      | 0   | 0    | 4    | 1-20   |

     Awans do półfinału
     Gra o miejsca 5-8
     Gra o miejsca 9-10, spadek z elity

## Miejsca 9-10
Turcja - Włochy 10:7

## Miejsca 5-8

### Półfinały
Czechy - Szwajcaria 4:0 

Ukraina - Belgia 1:4

### Mecz o 7. miejsce
Szwajcaria - Ukraina 4:8

### Mecz o 5. miejsce
Czechy - Belgia 2:1

## Miejsca 1-4

### Półfinały
Polska - Hiszpania 2:1 

Niemcy - Austria 7:0

### Mecz o 3. miejsce
Austria - Hiszpania 3:1

### Finał
Niemcy - Polska 3:2

## Końcowa klasyfikacja
| Lp. | Drużyna    |
| --- | ---------- |
| 1.  | Niemcy     |
| 2.  | Polska     |
| 3.  | Austria    |
| 4.  | Hiszpania  |
| 5.  | Czechy     |
| 6.  | Belgia     |
| 7.  | Ukraina    |
| 8.  | Szwajcaria |
| 9.  | Turcja     |
| 10. | Włochy     |

## Kadra reprezentacji Polski[4]
Trener: 

- Norbert Nederlof
Zawodnicy: 

- Marta Kucharska (Grossflottbeker Hamburg) 

- Anna Gabara (Hokej Start Brzeziny) 

- Marlena Rybacha (HC Tilburg) 

- Monika Polewczak (Hokej Start Brzeziny) 

- Julia Balcerzak (Grossflottbeker Hamburg) 

- Julia Kucharska (Douai Hockey Club) 

- Amelia Katerla (VMH&CC MOP) 

- Sandra Tatarczuk (Grossflottbeker Hamburg) 

- Daria Skoraszewska (AZS Politechnika Poznańska) 

- Paula Sławińska (Hokej Start Brzeziny) 

- Dżesika Mazur (SV Blankenese Hamburg) 

- Viktoria Zimmermann (Russelsheimer RK)